# Chelsworth Common
Chelsworth Common – przysiółek w Anglii, w hrabstwie Suffolk, w dystrykcie Babergh, w civil parish Chelsworth. Posiada 2 wymienionych budynków, w tym Lower Common Farmhouse i Upper Common Cottages. Znajduje się 18.3 km od Ipswich.